# Allotettix otumboides
Allotettix otumboides är en insektsart som beskrevs av Günther, K. 1939. Allotettix otumboides ingår i släktet Allotettix och familjen torngräshoppor. Inga underarter finns listade i Catalogue of Life.